# Maryam Seyidbayli
 (octobre 2020).
Maryam Hasan gizi Seyidbayli, est une historienne azerbaïdjanaise, directrice de l’Institut de l’histoire de la science d'Azerbaïdjan (ANSA).
Elle est la fille du réalisateur Hasan Seyidbeyli.

## Biographie
Maryam Seyidbayli, née le 3 octobre 1955 à Bakou dans une famille d’intellectuels, est diplômée de la faculté d’orientalisme (la langue et la littérature arabe) de l’université d’État de Bakou.
En 1981, elle commença travailler comme chercheuse à l’Institut  Bakikhanov de l’Académie nationale des sciences de la République d’Azerbaïdjan, dans le département d’histoire ancienne de l’Azerbaïdjan où elle étudia le Moyen Âge (IIIe – XIIe siècles). Tout en en continuant ces activités, elle suivit avec succès des études de français qu'elle termina en 1983. Durant les années 1980–1986, elle était périodiquement en voyages d’affaires en Algérie, Syrie, Libye en tant que traductrice de la langue arabe. En 1996, elle soutint une thèse sur le sujet de « La vie scientifique et culturelle d’Azerbaïdjan dans la première moitié du XIIIe siècle – au début du XIVe siècle » (sur la base d’Ibn al-Fuvati « Talxis macma al-adab fi mucam al-alkab ») ; sa monographie publiée a été déclarée le meilleur livre de l’année[réf. nécessaire].
En 2003, elle a été élue chef du département de « la diaspora azerbaïdjanaise ». Sa monographie « La Diaspora azerbaïdjanaise en Russie : Formation et développement des caractéristiques et des tendances (les années 1988 – 2007)  » fut publiée en 2009 et, le 25 novembre 2010 à Moscou, fut qualifiée pour le projet du « meilleur livre scientifique dans la compétition internationale » organisée par l'éditeur Naucnaya kniga. La deuxième édition nommée « La diaspora azerbaïdjanaise en Russie : formation et développement des caractéristiques et des tendances » (les années 1988 – 2010) fut publiée en 2010. 
Le 27 avril 2011, la monographie obtint le prix national « Humay ». En 2012, son livre nommé « Diaspora azerbaïdjanaise collection encyclopédique de données » fut publié et reçut le diplôme[Lequel ?] pour ses recherches sur l’histoire de diaspora azerbaïdjanaise.
Elle est l’auteur de plus de 50 articles scientifiques sur l’histoire moderne et l’histoire de Moyen Âge d’Azerbaïdjan. Elle participe à des conférences internationales. Le 15 février 2013, elle soutint une thèse sur le sujet de « La formation et le développement de la diaspora azerbaïdjanaise en Russie » à la suite de quoi elle obtint le titre de docteur en histoire.
Maryam Seyidbayli est aussi la présidente de la Commission des relations internationales du Centre international du multiculturalisme de Bakou. À la suite de la décision du Præsidium de l’ANSA du 27 février 2014 créant l’Institut de l’histoire de la science, le Dr Maryam Seyidbayli en fut nommée directrice .

## Ouvrages scientifiques
- La vie scientifique et culturelle de l’Azerbaïdjan dans la première moitié du XIIIe siècle – au début du XIVe siècle (sur la base d’Ibn al – Fuvati « talxis macma al – adab fi mucam »), Bakou, 1999.

- La diaspora azerbaïdjanaise (co-auteur), Bakou, 2012.

- La diaspora azerbaïdjanaise en Russie : la formation et le développement des caractéristiques et des tendances. (1988 – 2010) (la deuxième édition complétée), Bakou, 2011.

- Haydar Aliyev (II volume) (collection), Bakou, 2013.

- Collection des documents de l’Académie Nationale des Sciences d’Azerbaïdjan et le développement de la science azerbaïdjanaise. Bakou, 2015.

- La diaspora azerbaïdjanaise : l’histoire et la modernité. Bakou, 2016.